# アルヴィ・レイ・スミス
アルヴィ・レイ・スミス3世（Alvy Ray Smith III、1943年9月8日 - ）は、アメリカ合衆国テキサス州ミネラル・ウェルズ出身の計算機科学者である。
ルーカスフィルムのコンピュータ部門やピクサーの共同設立者であり、1980年代から1990年代にかけて、コンピュータアニメーションのフィーチャー映画への進出に貢献した。

## 教育
1965年、ニューメキシコ州立大学(NMSU)で電気工学の学士号を取得した。同学在学中の1965年に、初めてコンピュータグラフィックスを作成した。1970年、セル・オートマトン理論に関する論文でスタンフォード大学から計算機科学のPh.D.を取得した。指導教員はマイケル・A・アービブ、エドワード・J・マクラスキー、バーナード・ウィドローの3人だった。

## キャリア
パロアルト研究所に在籍中の1974年、リチャード・シャウプと共同で、最初のコンピュータ用ラスタグラフィックスエディタ（ペイントソフト）であるSuperPaintを開発した。このソフトウェアで、スミスはHSV色空間を採用した。スミスはSuperPaintシステムで初のコンピュータアニメーションを制作した。
1975年、ニューヨーク工科大学(NYIT)に新設されたコンピューターグラフィックス研究所に入り、"Information Quanta"という職名を与えられた。ここで従来のセルアニメーションのスタジオと一緒に働いていたスミスは、エドウィン・キャットマルをはじめとする後のピクサーの中心人物たちと出会った。スミスは、初のトゥルーカラー・ペイントソフトである"Paint3"など、新しいペイントプログラムの開発に取り組んだ。その一環として、アルファチャンネルの概念を共同で考案した。1979年までNYITに勤務した後、ジェット推進研究所でジム・ブリンとともにカール・セーガンのテレビシリーズ『コスモス』の制作に携わった。
スミスはキャットマルと共に、ルーカスフィルムのコンピュータ部門を創設し、初期のレンダラー技術を含むコンピュータグラフィックスソフトウェアを開発した。コンピュータグラフィックスプロジェクトのディレクターとして、『スタートレックII カーンの逆襲』のデモ映像を制作・演出したほか、ジョン・ラセター監督の短編アニメーション『アンドレとウォーリーB.の冒険』の企画・演出を担当した。1980年代のある時点で、あるデザイナーが新しいデジタル合成用コンピューターに"Picture Maker"という名前をつけることを提案した。スミスは、レーザーを使ったデバイスにはよりキャッチーな名前が必要だと考え、"Pixer"という名前を思いついたが、会議を経て"Pixar"に変更された。
スミスとキャットマルは、1986年にスティーブ・ジョブズの出資を受けてピクサーを共同設立した。ルーカスフィルムからピクサーが分社化された後、スミスは取締役や執行副社長を務めた。ジェフリー・S・ヤングとウィリアム・L・サイモンによるスティーブ・ジョブズの伝記"iCon"によると、スミスはホワイトボードの使用をめぐってジョブズと激論を交わし、ピクサーを辞めたという。当時のピクサーには、ジョブズ以外はホワイトボードを使ってはいけないという不文律があり、ジョブズにいじめられていると感じていたスミスはその不文律を破り、2人は顔を突き合わせて激論をしたという。ヤングとサイモンは、スミスはピクサーの共同設立者であるにもかかわらず、同社は会社の歴史における彼の役割をほとんど無視していると主張している。実際、ピクサーのウェブサイトには、スミスについての記述は存在しない。
1991年、スミスはピクサーを離れ、エリック・ライオンズ、ニコラス・クレイとともにアルタミラ・ソフトウェアを設立した。アルタミラ社は1994年にマイクロソフトに買収され、スミスはマイクロソフト初のグラフィックフェローとなった。スミスは1999年にマイクロソフトを退社した。
スミスはワシントン州シアトルに居住している。2010年に、作家でカリフォルニア大学バークレー校の心理学教授であるアリソン・ゴプニックと結婚した。同年ワシントン賞受賞。

## 情報源
- Michael Rubin, Droidmaker: George Lucas and the Digital Revolution (2005) ISBN 0-937404-67-5
- Elio Quiroga, "La Materia de los Sueños", Fundación DMR Consulting, Ediciones Deusto (Spain, 2004) ISBN 84-234-3495-8
- Simon, William L. and Young, Jeffrey S. "iCon: The Greatest Second Act in the History of Business." (2005) ISBN 0-471-72083-6
- David A. Price, "The Pixar Touch: The Making of a Company" (2008) ISBN 978-0-307-26575-3
- Walter Isaacson, "Steve Jobs" (2011) ISBN 978-1-4516-4853-9